# ألان بارو (لاعب كريكت)
ألان بارو (23 يناير 1955 في جنوب أفريقيا - ) (بالإنجليزية: Alan Barrow)‏ هو لاعب كريكت جنوب أفريقي. شارك مع منتخب جنوب أفريقيا الوطني للكريكت.

## وصلات خارجية
- ألان بارو على موقع إي آس بي آن كريك إنفو (الإنجليزية)